# 安德州 (唐朝)
安德州，中国古代的州。
唐朝貞元十二年（796年）时設置，當時隸屬於安南都護府，為羈縻州，治所位於現今中華人民共和國广西壮族自治区靖西市西北安德镇。元朝以后廢除。